# Kjøllefjorden
Kjøllefjorden (nordsamisk: Gilevuotna) er en fjord på vestsiden af Nordkinnhalvøen i Lebesby kommune i Troms og Finnmark fylke i Norge. Fjorden går 8,5 kilometer mod sydøst til landsbyen Kjøllefjord inderst i fjorden.
Fjorden har indløb mellem Kjøllefjordneset i nord og Store Finnkjerka i syd. Vest for Finnkjerka går Laksefjorden mod syd. Bortset frå Kjøllefjord er der ingen andre bebyggelser ved fjorden. Fjorden ligger mellem Dyfjordhalvøen i syd og Skjøtningberghalvøen i nord.